# Имя существительное в чеченском языке
Имя существительное (чечен. ЦIердош) — часть речи в чеченском языке, которая обобщённо обозначает предметность и отвечает на вопросы что?(хIун?), кто?(мила?), кто?(муьлш?). Имя существительное в чеченском языке имеет категории грамматических классов, числа и падежа. Все имена существительные распределяются по шести грамматическим классам.

## Грамматические классы
Признаком принадлежности к тому или иному классу может, в частности, служить согласующаяся с существительным форма глагольной связки настоящего времени (бу, ву, ду, йу), начальный согласный которой является классным показателем. Категория грамматического класса реализуется лишь при согласовании определяемого с определением и подлежащего или прямого дополнения со сказуемым.
Характеристика грамматических классов в чеченском языке:
| Грамм. классы | единств. число | множ. число | обозначение                                                  |
| ------------- | -------------- | ----------- | ------------------------------------------------------------ |
| I кл.         | ву             | ду          | класс мужчин                                                 |
| II кл.        | йу             | ду          | класс женшин                                                 |
| III кл.       | ду             | ду          | одушевленные и неодушевленные предметы и абстрактные понятия |
| IV кл.        | йу             | йу          | одушевленные и неодушевленные предметы и абстрактные понятия |
| V кл.         | бу             | бу          | одушевленные и неодушевленные предметы и абстрактные понятия |
| VI кл.        | бу             | ду          | одушевленные и неодушевленные предметы и абстрактные понятия |

### I грамматический класс (класс мужчин)
Первый грамматический класс во всех трех лицах единственного числа имеет префикс в, в первом и втором лице множественного числа — префикс д и в третьем лице множественного числа — префикс б.
Этот класс является исключительно классом мужчин ('ваша "брат", да '"отец", воI '"сын", майра '"муж", кӀант "мальчик", нуц '"зять", ). К этому же классу относятся слова: Дела "Бог" цӀу '"жрец".

### II грамматический класс (класс женщин)
Второй грамматический класс во всех трех лицах единственного числа принимает префикс й, во множественном числе этот класс имеет те же показатели, что и первый. Этот класс является исключительно классом женщин (нана '"мать", йоӀ '"девушка", зуда '"женщина", нус "невестка", йиша '"сестра").

### III-IV грамматичкие классы
Остальные четыре грамматических класса включаются все остальные слова, обозначающие одушевленные и неодушевленные предметы и абстрактные понятия. Отнесение слов к одному из четырех классов не основано ни на одинаковом звучании, ни на общих семантических оттенках, ни на однородных формальных признаках. Так, например, омонимы мохь '"сало" и мохь "крик" относятся к разным грамматическим классам — первый к четвертому грамматическому классу, а второй как к пятому, так и к шестому классу. Наиболее продуктивным из этих классов является четвертый, в который широким потоком вливаются почти все слова, заимствованные из русского языка. Самым незначительным из этих классов по объему является пятый класс, класс непродуктивный, имеющий тенденцию к слиянию с шестым классом.

## Число
В чеченском языке два числа - единственное и множественное. Множественное число образуется главным образом посредством двух формантов: -ш и -й, перед которыми могут появляться разные гласные: комар "тутовник" - комарш, кор "окно" - кораш, позици "позиция"' - позицеш, кIант "парень" - кIентий, белхало "рабочий" - белхалой, нана "мать" - наной. При образовании множественного числа от некоторых существительныхнаблюдается наращение основ (ча "медведь" - черчий, наб "сон" - набарш, дог "сердце" - дегнаш), чередование корневых гласных (диг "топор" - дагарш, вир "осел" - варраш, лам "гора" - лаьмнаш).

## Склонение
В чеченском  языке выделяют восемь падежей. Кроме этих основных падежей существуют еще и производные падежи, образуемые дополнительными суффиксами, присоединяемыми к суффиксам вещественного, сравнительного и местного падежей. Именительного падежа единственного числа показывает чистую основу имени.
Формы косвенных падежей множественного числа образуются прибавлением падежных окончаний к суффиксу множественного числа, за исключением родительного, вещественного и сравнительного падежей, которые во множественном числе имеют особые окончания (-ийн в род. п., -ех в вещ. п., -ел в сравнит. п.), прибавляемые непосредственно к форме именительного падежа единственного числа. Родительный падеж отвечает на вопросы хьенан? "кого?" и стенан? '"чего?" и имеет окончания -ан, -ен, -ин, -он, -ун.
Чеченский язык относится к эргативным языкам и в нем эргативный падеж имеет особую роль. Эргативный падеж отвечает на вопросы хьа?(кто сделал?)' и сте? (что сделало?) Формативами данного падежа являются -а, -о , -с; окончание -о более продуктивное и обнаруживает тенденцию к вытеснению двух других архаичных окончаний: дас болх бо фабрикехь '"отец работает на фабрике"; кӀанта доьшу журнал "мальчик читает журнал"; малхо серло ло "солнце дает свет".
Имена существительные, стоящие в эргативном падеже, выступают в предложении в роли подлежащего при переходных глаголах. Эргативный падеж, как падеж подлежащего, является синтаксически прямым падежом, но морфологически падеж этот противостоит именительному и по способу образования стоит в одном ряду с косвенными.

### Типы склонений
В зависимости от различия в окончаниях творительного падежа единственного числа можно наметить четыре основных типа склонений. Склонение в чеченском языке имеет ярко выраженный флективный характер. Это значит, что в большинстве случаев, в особенности, если склоняются имена существительные односложные или двусложные, изменяются не только падежные окончания, но и сама основа существительного.

#### Первое склонение
К первому склонению относятся имена существительные, имеющие в творительном падеже единственного числа окончание -ца, -аца: га "стебель" — гаца, мIар '"вилка" — мIар-а-ца, кегар '"заваруха" — кегар-ца.
| Падеж                    | ед. число      | мн. число |
| ------------------------ | -------------- | --------- |
| Именительный (ЦIерниг)   | бедар "одежда" | бедарш    |
| Родительный (Доланиг)    | бедаран        | бедарийн  |
| Дательный (Лург)         | бедарна        | бедаршна  |
| Эргативный (Дийриг)      | бедаро         | бедарша   |
| Творительный (Коьчалниг) | бедарца        | бедаршца  |
| Вещественный (Хотталург) | бедарах        | бедаршех  |
| Местный (Меттигниг)      | бедаре         | бедаршка  |
| Сравнительный (Дустург)  | бедарал        | бедарел   |

#### Второе склонение
Ко второму склонению относятся имена существительные, имеющие в творительном падеже единственного числа наращение именной основы -н-'или -р- и окончание творительного падежа и окончание творительного падежа . Например:  гатта "полотенце" — гатта-н-ца, чӀуг "кольцо" — чӀага-р-ца.
| Падеж  | ед. число   | мн. число |
| ------ | ----------- | --------- |
| Имен.  | бода "мрак" | бодаш     |
| Род    | боданан     | боданийн  |
| Дат.   | боданна     | бодашна   |
| Эрг.   | бодано      | бодаша    |
| Твор.  | боданца     | бодашца   |
| Вещ.   | боданах     | боданех   |
| Местн. | бодане      | бодашка   |
| Сравн. | боданал     | боданел   |

#### Третье склонение
К третьему склонению относятся имена существительные, оканчивающиеся в творительном падеже единственного числа на -ица. Например: мача "обувь" — мач-ица, маьнга '"кровать" — маьнг-ица.
| Падеж  | ед. число        | мн. число |
| ------ | ---------------- | --------- |
| Имен.  | гIайба "подушка" | гIайбеш   |
| Род    | гIайбин          | гIайбийн  |
| Дат.   | гIайбина         | гIайбешна |
| Эрг.   | гIайбо           | гIайбеша  |
| Твор.  | гIайбица         | гIайбешца |
| Вещ.   | гIайбах          | гIайбех   |
| Местн. | гIайбе           | гIайбешка |
| Сравн. | гIайбал          | гIайбел   |

#### Четвертое склонение
К четвертому склонению относятся имена существительные, оканчивающиеся в творительном падеже единственного числа на  -чуьн-ца; это окончание состоит из наращения -чуьн- и окончания творительного падежа -ца. Например: хехо "сторож"— хехо-чуьн-ца, белхало "рабочий" — белхало -чуьн-ца. 
| Падеж  | ед. число      | мн. число  |
| ------ | -------------- | ---------- |
| Имен.  | тIемало "воин" | тIемалой   |
| Род    | тIемалочун     | тIемалойн  |
| Дат.   | тIемалочунна   | тIемалошна |
| Эрг.   | тIемалочо      | тIемалоша  |
| Твор.  | тIемалочуьнца  | тIемалошца |
| Вещ.   | тIемалочух     | тIемалойх  |
| Местн. | тIемалочуьнга  | тIемалошка |
| Сравн. | тIемалочул     | тIемалойл  |

## Словообразование
Основными способами словообразования имен существительных в чеченском языке являются основосложение и суффиксация.  
Основосложение: лар-ца-в-алар "неосторожность", кхачам-б-ацар "недостаток", цIе-рмет-дош "местоимение" (букв. 'имени вместо слово');
Суффиксальный: лаа-м "желание", кхета-м "понятие", гIоън-ча  "помощник", белх-луо "рабочий", белха-хуо "работник".
Также в словооброзовании имени существительного есть и префиксально-суффиксальный способ: юха-д-овла-р'отступление' (юха - исторически послелог в функции префикса, -р - масдарныйсуффикс), дIа-в-оь-ду-рг 'тот, кто уходит' (букв. дIа 'туда' взначении префикса, -рг - суффикс, при помощи которого образуются производныеимена существительные). Данный способ считается непродуктивным или даже есть предположения что такая форма словооброзования не присуща чеченскому языку в целом.
Халидов А. выделяет еще и конверсионый способ образование существительных в чеченском языке, подразделяя его тремя разновидностями: субстантивацией, адвербиализацией и адъективацией. 